# Jag såg mamma kyssa tomten
Jag såg mamma kyssa tomten är en jullåt från USA med originaltiteln I Saw Mommy Kissing Santa Claus på engelska som släpptes till julen år 1952, inspelad av Jimmy Boyd. Låten sjungs utifrån ett barns perspektiv, ett barn som fortfarande tror på jultomten och inte vet att det är pappan som klätt ut sig till jultomten. Därför tycker detta barn att det ser "lustigt" ut då mamman kysser tomten.
Den svenska versionen av låten spelades in för första gången av Lisbeth Bodin år 1956. Texten skrevs av Ingrid Reuterskiöld. Den utgavs på EP-skivan Tomtegubben som hade snuva, som släpptes i november år 1956 av skivbolaget Cupol 
År 1981 tolkades låten av Agnetha Fältskog och hennes dotter Linda Ulvaeus på albumet Nu tändas tusen juleljus, där låten är ett av Lindas nummer . Andra insjungningar har gjorts av bland andra musikgruppen Troll.

## Publikation
- Julens önskesångbok, 1997 (på engelska samt på svenska med text av Ninita), under rubriken "Nyare julsånger"